# Dschanāba
Als Dschanāba (arabisch جنابة, DMG ǧanāba) wird im Islam ein Zustand der rituellen Unreinheit bezeichnet, der durch Geschlechtsverkehr oder einen Samenerguss eintritt. Er kann nur durch eine Ghusl genannte Vollwaschung oder Tayammum beseitigt werden. Eine Person, die sich in diesem Zustand der Unreinheit befindet, wird Dschunub genannt. Der Dschanāba-Zustand wird auch große Unreinheit (al-ḥadaṯ al-akbar) genannt, im Gegensatz zur kleinen Unreinheit (al-ḥadaṯ al-aṣġar), die durch Wudū' beseitigt wird.
Der Unterschied zwischen der großen und der kleinen Unreinheit beruht auf den Aussagen in Sure 5:6, wo die Gläubigen zum einen aufgefordert werden, sich Gesicht, Hände und Füße zu waschen und sich über den Kopf zu streichen, zum anderen aber auch dazu angehalten werden, sich zu reinigen, wenn sie Dschunub sind.
Ein Dschunub kann kein gültiges rituelles Gebet verrichten. Des Weiteren darf er keinen Tawāf um die Kaaba vollziehen und außer bei Notwendigkeit sich nicht in der Moschee aufhalten. Außerdem darf er in seinem unreinen Zustand weder Koran-Exemplare berühren noch aus dem Koran zitieren.